# The Journal of the Polynesian Society

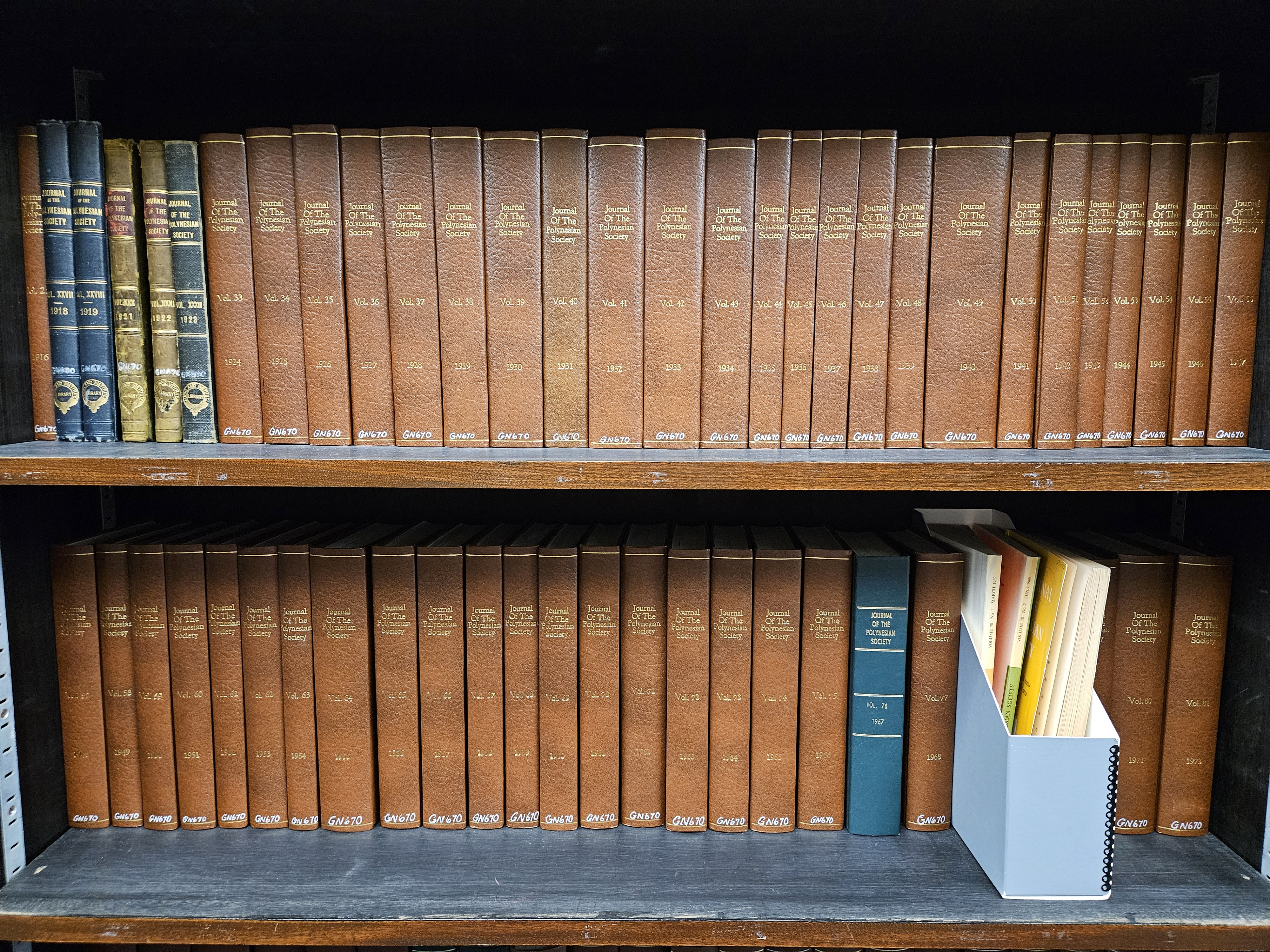
Bände des Journal of the Polynesian Society

Das The Journal of the Polynesian Society (JPS) ist ein vierteljährlich erscheinendes Magazin der Polynesian Society in Neuseeland. Seit Nummer 4 des 131. Bandes (2022) führt die Zeitschrift den Titel Waka Kuaka | The Journal of the Polynesian Society.

## Geschichte
Mit der Gründung der Polynesian Society am 8. Januar 1892 wurde gleichzeitig das Magazin als ein offizielles periodisch erscheinendes Journal der Gesellschaft auf den Weg gebracht. Als die ersten Herausgeber des Journals fungierten die Initiatoren und Gründungsmitglieder der Gesellschaft, Stephenson Percy Smith und Edward Robert Tregear. Ab 1925 wurde Johannes Carl Andersen neben Elsdon Best Mitherausgeber des Journals. 
Im Jahr 2002 startete die Polynesian Society zusammen mit der University of Auckland ein Projekt, das alle Ausgaben des Magazins digitalisieren und Online verfügbar machen sollte. Im Jahr 2009 waren die ersten 100 Jahre in digitaler Form erhältlich.

## Aktuelle Ausgaben und Archiv
Seit der Erstausgabe des Magazins wurde die Erscheinungsweise nicht geändert. Neben der Druckausgabe ist das Magazin auch seit einiger Zeit auch in digitaler Form (ISSN 2230-5955) verfügbar. Zwei Jahre nach Erscheinen einer Ausgabe, kann das jeweilige Magazin in digitaler Form über das von der University of Auckland betriebene Archiv kostenlos bezogen werden.